# LPDDR
 (septembre 2020).
Si vous disposez d'ouvrages ou d'articles de référence ou si vous connaissez des sites web de qualité traitant du thème abordé ici, merci de compléter l'article en donnant les références utiles à sa vérifiabilité et en les liant à la section « Notes et références ».

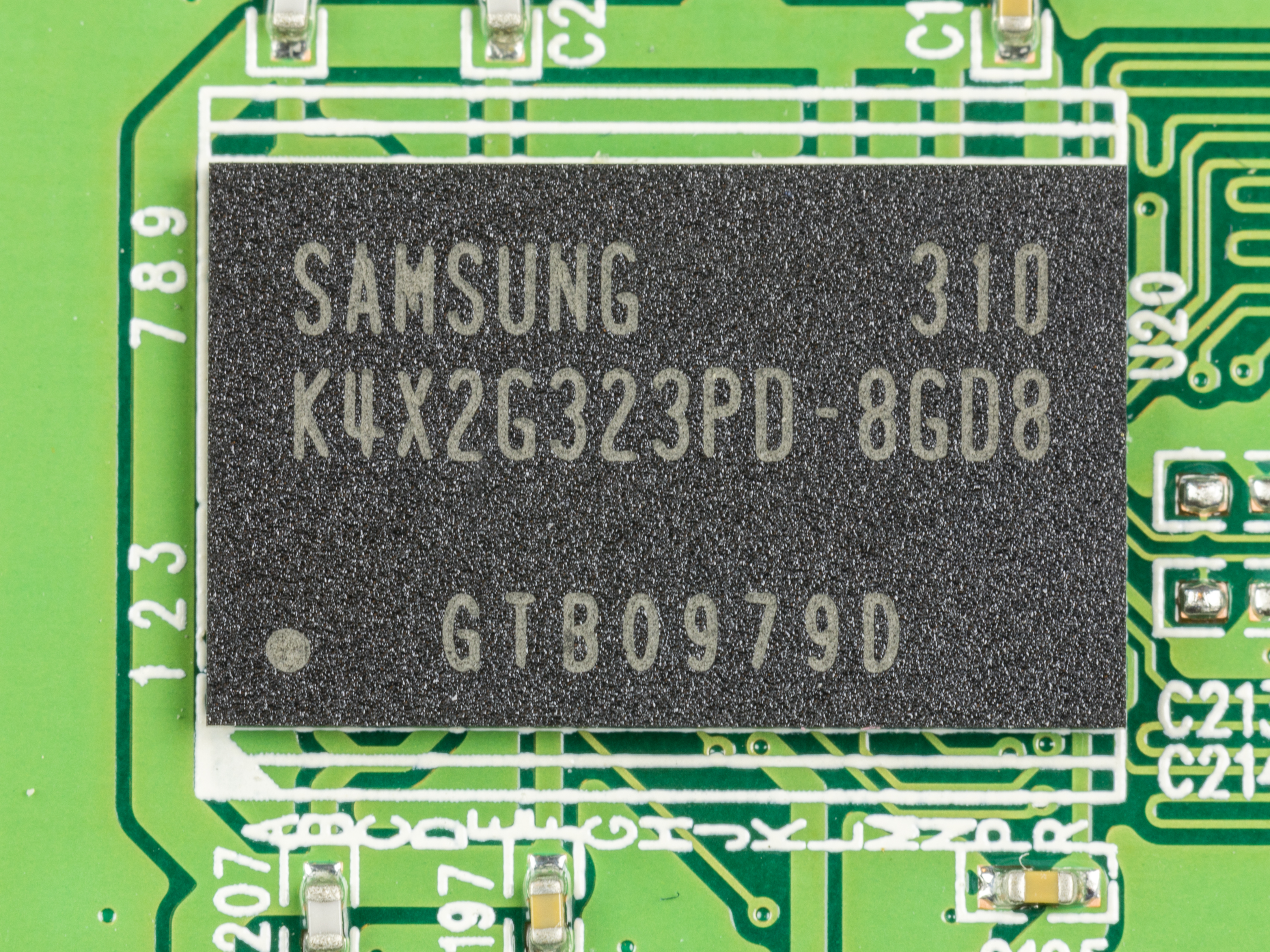
mDDR SAMSUNG 310 K4X2G323PD - 8GD8

La mémoire LPDDR (en anglais : Low Power Double Data Rate, littéralement : « Vitesse de données double à faible consommation »), ou LPDDR SDRAM, également appelée DDR mobile (abrégé en mDDR), est un type de mémoire, reprenant la technologie DDR SDRAM, en l'adaptant aux périphériques mobiles (smartphone, ordinateur portable…), via des technologies d'économie d'énergie.
La première version, parfois appelée LPDDR1, est de la DDR SDRAM, comportant plusieurs modifications mineures afin de réduire l'enveloppe énergétique globale.
La plus grosse économie énergétique est liée à la tension qui passe de 2,5 V pour la DDR de bureau à 1,8 V pour la DDR mobile. Les autres économies d'énergie sont le besoin moins important de rafraîchissement à basse température, le rafraîchissement automatique pouvant se limiter à une partie de la table mémoire, et un mode arrêt profond (Deep Power Down en anglais) qui sacrifie le contenu de la mémoire. De plus, les puces sont plus petites, utilisant moins d'espace sur la carte électronique que leur équivalent non mobile.
Samsung et Micron sont les deux principaux fournisseurs de ces technologies, qui sont utilisées sur des tablettes telles que l'iPad d'Apple et les Galaxy Tab de Samsung.
Sont ensuite sortis les modèles LPDDR2, LPDDR3 puis LPDDR4, améliorant successivement les caractéristiques de ce type de mémoire. Les versions E ont une fréquence de 266,7 MHz, au lieu de 200 MHz, augmentant ainsi sensiblement leur vitesse.

## Caractéristiques techniques
|                                                 | LP-DDR       | LP-DDR       | LP-DDR       | LP-DDR       | LP-DDR       | LP-DDR       | LP-DDR      | LP-DDR      | LP-DDR           | LP-DDR           |
| 1                                               | 1E           | 2            | 2E           | 3            | 3E           | 4            | 4X          | 5           | 5X               |                  |
| ----------------------------------------------- | ------------ | ------------ | ------------ | ------------ | ------------ | ------------ | ----------- | ----------- | ---------------- | ---------------- |
| Fréquence d'horloge de la matrice mémoire (MHz) | 200          | 266,7        | 200          | 266,7        | 200          | 266,7        | 200         | 266,7       | 400              | 533              |
| Taille de la mémoire tampon de prélecture       | 2n           | 2n           | 4n           | 4n           | 8n           | 8n           | 16n         | 16n         | 16n              | 16n              |
| Fréquence d'horloge du bus d'E/S (MHz)          | 200          | 266,7        | 400          | 533,4        | 800          | 1067         | 1600        | 2134        | 3200             | 4267             |
| Taux de transfert des données (DDR) (MT/s)      | 400          | 533,4        | 800          | 1067         | 1600         | 2134         | 3200        | 4267        | 6400             | 8533             |
| Tension(s) d'alimentation (V)                   | 1,8          | 1,8          | 1,2 - 1,8    | 1,2 - 1,8    | 1,2 -1,8     | 1,2 -1,8     | 1,1 - 1,8   | 1,1 - 1,8   | 0,5 - 1,05 - 1,8 | 0,5 - 1,05 - 1,8 |
| Bus de Commande/adressage                       | 19 bits, SDR | 19 bits, SDR | 10 bits, DDR | 10 bits, DDR | 10 bits, DDR | 10 bits, DDR | 6 bits, SDR | 6 bits, SDR | 7 bits, DDR      | 7 bits, DDR      |
| Année de sortie                                 | 2006         | 2006         | 2009         | 2009         | 2012         | 2012         | 2014        | 2017        | 2019             | 2021             |